# Торесен, Ида
Ида Торесен (швед. Ida Thoresen; 10 августа 1863, Гётеборг — 29 октября 1937, Стокгольм) — шведский скульптор.

## Биография и творчество
Ида Торесен родилась в 1863 году в Гётеборге. Её отец, торговец Карл Кристиан Торесен, был родом из Норвегии; мать, Софи Чемберс, — из Англии. Кроме того, у Иды были родственники по отцовской линии в Швейцарии и в России, и она с детства привыкла много путешествовать.
С детства Ида мечтала стать певицей, однако после двух лет учёбы в Германии и Италии была вынуждена прекратить занятия пением из-за проблем со связками. Вместо этого она в 1894 году начала учиться скульптуре под руководством Эдварда Брамбека. В этот период Торесен познакомилась с художницей Элизабет Барнеков, которая вскоре стала её ближайшей подругой. С 1895 по 1900 год они вместе жили в Париже и учились в Академии Жюлиана.
В 1878 году умер отец Иды, оставив ей солидное наследство. Несмотря на то, что Ида с Элизабет Барнеков много путешествовали по Италии, Швейцарии и Франции, она находила время на творчество и создавала поразительное количество скульптур — около ста в неделю, в том числе в натуральную величину. В 1897 году Ида Торесен впервые приняла участие в выставке Общества французских художников (Société des Artistes Français), на которой была отмечена медалью за выполненный ею бюст апостола Иоанна. В 1897 году она создала скульптуру «Soldyrkaren», изображавшую человека с воздетыми к солнцу руками. Созданный позднее женский аналог скульптуры, «Livsglädjen», стал самой известной её работой.
В 1899 году Бланш Диксон, вдова Джеймса Фредрика Диксона, владельца замка в Чулёхольме, заказала Иде Торесен статую скорбящего ангела для мавзолея её супруга. Эта работа заняла у неё несколько лет. «Ängeln» Иды Торесен представляет собой сидящего ангела с огромными сложенными крыльями. Ангел представлен в виде молодой женщины с короткой стрижкой в духе эпохи и бесстрастным выражением лица. Скульптура, созданная из самого дорогого каррарского мрамора, сильно пострадала во время обрушения мавзолея и в 1970-х годах была помещена в стеклянную витрину.

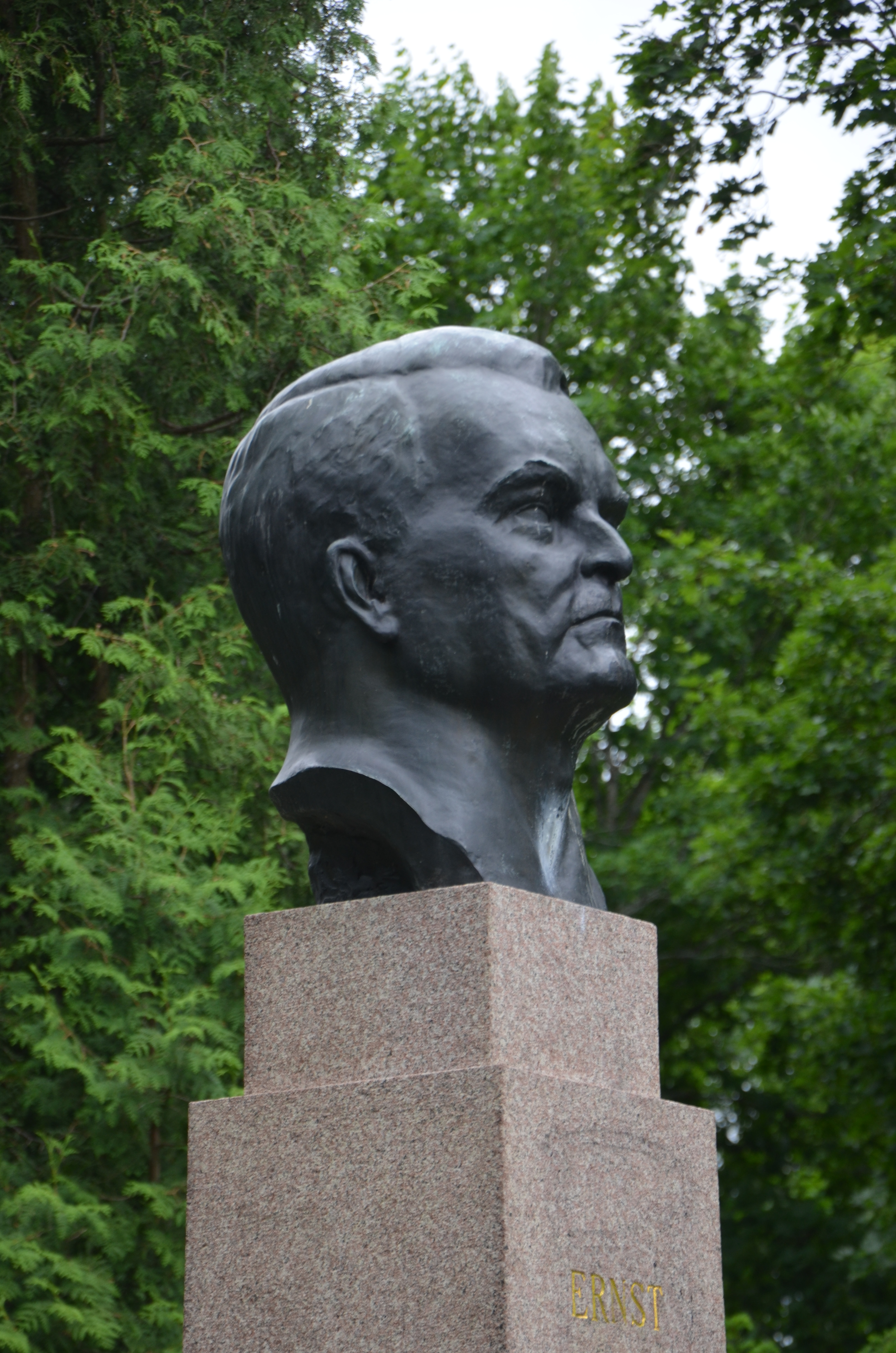
Ида Торесен. Бюст Эрнста Вестерлунда

Ида Торесен была одной из основательниц Шведской ассоциации женщин-художниц (Föreningen Svenska konstnärinnor) и участвовала во всех выставках, проводившихся ассоциацией в Швеции, Вене, Лондоне, Копенгагене и США. Две её скульптуры находятся в музеях США, одна из которых — «Soldykaren» — является частью коллекции Американского Шведского Исторического Музея (American Swedish Historical Museum) в Филадельфии. По мере роста заказов Торесен и Барнеков поселились на постоянной основе в Стокгольме, где открыли собственные мастерские. В 1930 году Торесен завершила работу над бюстом шведского врача Эрнста Вестерлунда, за который получила Медаль Литературы и искусств. В 1935 году Ида и Элизабет провели несколько недель в Шотландии, где работали над портретами маркиза и маркизы Абердинских. В числе других работ Торесен — скульптурные портреты принцессы Евгении, правителя Венгрии Миклоша Хорти, Элизабет Барнеков, а также ряд автопортретов.
Ида Торесен умерла в 1937 году в Стокгольме. Она была похоронена рядом с Элизабет Барнеков на кладбище Сербю в Сконе.